# Hans Tegner

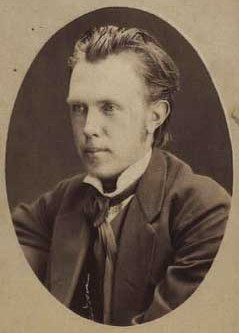
Hans Tegner (1876)

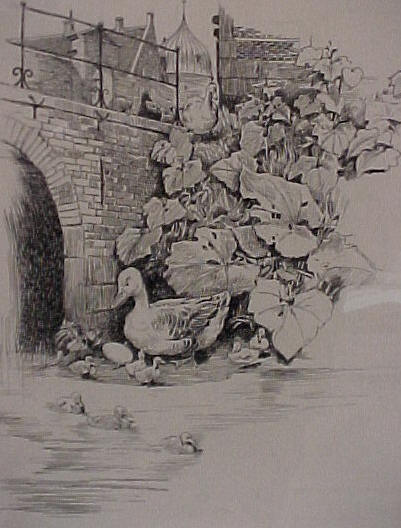
Eine von Tegners Illustrationen zu Das hässliche Entlein

Hans Christian Harald Tegner (* 30. November 1853 in Kopenhagen; † 2. April 1932 in Fredensborg) war ein dänischer Illustrator, Maler und Zeichner.

## Leben
Tegner war der Sohn des Lithografen Isac Wilhelm Tegner (1815–1893) und dessen erster Ehefrau Anne Emilie (geborene Hansen, 1834–1862). Als Lehrling arbeitete er rund 8 Jahre bei seinem Vater und im Lithographischen Institut bei „Kittendorff & Aagaard“. Er wurde von C. V. Nielsen im Zeichnen unterrichtet und studierte von 1869 bis 1878 an der Kunstakademie bei J. Roed. 1882 waren 6 farbige Illustrationen für Hans Christian Andersens Märchen Das Feuerzeug von ihm in einer Ausstellung zu sehen und 1889 stellte er ein Aquarell mit dem Titel Fanetoget til Amalienborg aus. Den Winter 1882 auf 1883 verbrachte er in Deutschland, Frankreich und der Schweiz. Er wurde mehrmals mit Medaillen und Preisen ausgezeichnet.
Seine buchkünstlerischen Arbeiten beeinflussten fast ein Vierteljahrhundert lang den Zeitgeschmack. Er war Mitarbeiter von Punch, Figaro und anderer Zeitungen und Witzblätter, war künstlerischer Leiter einer Porzellanmanufaktur und der Handwerkerschule am Kopenhagener Kunstgewerbe-Museum. Berühmt sind seine Illustrationen zu den „Sämtlichen Komödien“ (Samtlige Comoedier) von Ludvig Holberg und zu Andersens Märchen. Im Jahr 1897 wurde er zum Professor ernannt.
Am 24. Oktober 1896 heiratete er in Sundby Helga (geborene Byberg, * 13. Januar 1862 – † 26. Februar 1945), eine Tochter des Kaufmanns Ole Stub Hansen Byberg († 1882) und dessen Frau Karen (geborene Møller, † 1889).